# Пам'ятник Тарасові Шевченку (Козлівщина)
Пам'ятник Тарасу Шевченку в Козлівщині — пам'ятник великому українському поетові Тарасу Григоровичу Шевченку в селі Козлівщина.

## Загальні дані та історія
Козлівщинський пам'ятник Тарасу Шевченку розташований на подвір'ї Козлівщинської загальноосвітньої школи І-ІІІ ступенів, споруджений Опішнянським керамічним заводом з ініціативи місцевого лікаря Кирила Івановича Задорожного у 1918 році. Пам'ятник було встановлено в селі Діброва, яке на той час було центром Васильцівської волості, Полтавської губернії.
Кошти на спорудження пам'ятника Великому Кобзареві зібрали селяни. Даний пам'ятник Т. Г. Шевченку став першим на території нинішньої Полтавщини.
На постаменті прикріпили дошку із рядками «Заповіту», яка до даного часу не збереглася. Під час Другої світової війни будо знищено і постамент, який потім був замінений на новий.
Влітку 2005 року на територію Козлівщинської ЗОШ І-ІІІ ст. села Козлівщина, за ініціативи вчителя української мови та літератури О. О. Костенко, із села Діброви було перенесено і встановлено пам'ятник Т. Г. Шевченку.
Відкриття оновленого і відреставрованого пам'ятника Т. Г. Шевченку відбулось 1 вересня 2005 року колективом учнів та учителів Козлівщинської школи.
В честь 200-річчя із дня народження Т. Г. Шевченка жителями села Козлівщина, біля пам'ятника, було проведено акцію вшанування пам'яті Великому Кобзареві.

## Джерело
- Народна трибуна (за ред. Петра Ляша).